# HD 115046
HD 115046，又名BD+12 2572，SAO 100473、HR 4998，是一颗恒星，视星等为5.67，位于銀經322.99，銀緯73.3，其B1900.0坐标为赤經13h 9m 31.9s，赤緯+11° 73.3′ 46″。